# Bisó americà boscà
El bisó americà boscà (Bison bison athabascae) és una subespècie de bisó americà. Aquesta subespècie habita molts boscos boreals d'Alaska, Yukon, territoris americans del nord-oest, nord-est de la Columbia Britànica, nord d'Alberta i el nord-oest de Saskatchewan. Aquesta espècie està inclosa a la llista d'espècies en perill d'extinció.

## Característiques
El bisó americà boscà es diferencia del bisó americà de les planes en diversos aspectes. El bisó boscà pesa més que el de les planes. A més a més, el punt més alt de l'animal està situat davant de les seves potes davanteres, en canvi, el de les plantes està situat just sobre les potes davanteres.
Una altra característica destacable és que el bisó boscà té un pèl més espès i més fosc, a més a més d'unes banyes un pèl més grans i unes potes i una barba menys peludes.